# Martin Cheek
Martin Roy Cheek (ur. 1960) – brytyjski botanik i taksonomista.
Cheek jest absolwentem University of Reading. Doktoryzował się na Uniwersytecie Oksfordzkim w 1989. Specjalizuje się we florze tropikalnej, głównie jednoliściennych, marzanowatych i owadożernych dzbanecznikach. We współpracy z irlandzkim botanikiem Matthew Jebbem opisał szereg nowych gatunków z rodzaju dzbanecznik Nepenthes. Pracował dla Królewskich Ogrodów Botanicznych w Kew.